# قره‌باطر
قره باطر، روستایی از توابع بخش راز و جرگلان شهرستان راز و جرگلان در استان خراسان شمالی ایران است.

## جمعیت
این روستا در دهستان راستقان قرار دارد و براساس سرشماری مرکز آمار ایران در سال ۱۳۸۵، جمعیت آن ۱۴۴ نفر (۳۳خانوار) بوده‌است.